# Dittelsheim-Heßloch
Dittelsheim-Heßloch là một đô thị thuộc huyện Alzey-Worms, bang Rheinland-Pfalz, nước Đức. Đô thị Dittelsheim-Heßloch có diện tích 13,84 km².